# Viggo Barfoed
Viggo Andreas Barfoed (født 31. december 1895 i Hyllested, død 14. december 1948 i Hellerup) var en dansk journalist og forfatter, bror til Per Barfoed.
Efter  studentereksamen fik han ansættelse på en række dagblade, bl.a. BT, Dagens Nyheder og Berlingske Tidende. Til dem skrev han mere end 10.000 journalistiske digte under forskellige pseudonymer. Det mest kendte blev Ærbødigst, som han anvendte første gang i 1919.
Han skrev tekster til forskellige revyer og til radioen. Han var medarbejder ved Blæksprutten og skrev viser og sangtekster til operetter og sangspil, samt til flere spillefilm som Bolettes Brudefærd. 

## Et typisk rim
Fra 1918 kommenterede Barfoed dagligt tidens begivenheder på humoristiske vers. Da han hørte om en overportør, der fik afværget en togulykke, og som tak for sin dåd fik tre kroner lagt på sin løn, gav Barfoed sin egen version af generaldirektørens besøg i Tommerup Stationsby:
Over til Tommerup Knutzen drog.
Han samled' stationspersonalet.
Ni slag på den gamle klokke man slog
da han ankom med gratialet.
Mangen kind på stationen var våd.
Man højtidens stemning fornemmer:
"Hr. overportør - tak for Deres dåd.
Ka' De gi' igen på en femmer?"

## Rimet om Hitlers søn
Lige efter freden i 1945 gik der rygter om, at Hitler efterlod sig en nyfødt søn. Ærbødigst skrev i den anledning:
Dippe dippe due,
min moder er en frue,
og hendes navn er Eva Braun,
En bunker er min fødestavn.
Min fader var en fører
efter hvad jeg hører.
Dippe dippe dunge,
jeg er en Hitlerjunge,
rein arisch, uden legemsfejl.
Jeg lærte straks at råbe Heil.
Min fader har jeg æret
med højre arm i vejret.
Dippe dippe dolle,
hvem skal huen holde?
Med onkel Göring er det slut,
og onkel Goebbels er  kaput.
Forhen har det vrimlet,
nu er de fleste himmlet.
Dippe dippe dange,
alverdens folk bli’r bange.
De tænkte, at det var forbi,
men der er altså en kopi,
der vokse kan med tiden
og blive Führer siden.
Dippe dippe dulle,
man ikke ængstes skulle.
Jeg ingen skade volde kan
som gamle fader Dollemand,
for jeg er født for silde.
Dippe dippe dille.

## Tysk genfortælling i maj 1945
Es war einmal ein Bösewicht
mit ein sympatisches Gesicht,
mit Knurhaar unter seine Nase,
som hat gezittert in Extase.

Før han blev til das grosse Tier
var han ein kleiner Tapetzier,
der tapetzierte Speisezimmer.
(Das hätte er nu sollen immer.)

Men noget gross er wollte sein,
der kleine Tapetzierelein.
Det blev han, for han var jo fleissig
i neunzehnhundertdreiunddreissig.

Er brüllte so im Sportpalast,
at alle trommehinder brast.
Denn wenn er sprach zu seinen Nazi
dann war er morderlig kurasig.

Bald war er Führer ikke blot,
men grösser als der liebe Gott.
Und alle seine Volksgenossen
han sendte nemlig ud zu slåssen.

Und ging es gut, so war er kæk,
men ging es schlecht, så blev han fræk
und mehr hysterisch als der Kaiser,
denn Wilhelm war kein Teppichbeisser.

Er wollte nehmen Stalingrad,
det blev ein traurig Resultat.
Er wollte England ausradieren.
(Er hätte sollen tapetzieren.)

Zuletzt kam Adolf nach Berlin,
wo Zjukov wollte grüssen ihn.
Und dann hat er den Kopf verloren,
og så ging Adolf under jorden.

Hr. Goebbels fik en lang Gesicht:
Ach, warum spricht der Führer nicht?
Zwölf Uhr slog nu omsider klokken.
Er sprach – er spræk – er ist gesprokken.